# Mike Dillard
Mike Dillard (1965) è un batterista statunitense.

## Biografia
Membro fondatore dei Melvins, band con la quale ha militato negli anni 1983-1984. Nel 1984 lascia i Melvins e viene sostituito da Dale Crover. Nel 1986 fa parte per un breve periodo di tempo della prima band di Kurt Cobain, i Fecal Matter, prima che la band si sciolga definitivamente.

## Discografia
- 2005 - Mangled Demos from 1983 - Melvins